# Dietrich Blaufuß
Dietrich Blaufuß, auch Dietrich Blaufuss, (* 1940 in Stettin) ist ein deutscher evangelischer Theologe und Kirchenhistoriker. 

## Leben
Blaufuß studierte ab 1959 evangelische Theologie an der Friedrich-Alexander-Universität Erlangen-Nürnberg, der Universität Hamburg und an der Ruprecht-Karls-Universität Heidelberg. 1964 absolvierte er das erste kirchliche Examen und erhielt 1966 die Ordination. Nach dem zweiten kirchlichen Examen 1967, promovierte er 1971 an der Theologischen Fakultät der Universität Erlangen-Augsburg mit einer Dissertation über Philipp Jacob Spener und Gottlieb Spizel zum Dr. theol. Seine Arbeit wurde 1977 als Band 53 der Reihe Einzelarbeiten aus der Kirchengeschichte Bayerns veröffentlicht.
Von 1971 bis 1978 war Blaufuß unter anderem als wissenschaftlicher Assistent an der Theologischen Fakultät der Universität Erlangen-Augsburg tätig und ab 1978 im kommunalen gymnasialen Schuldienst in Erlangen. Er trat 2004 als Studiendirektor in den Ruhestand. Seine Forschungsschwerpunkte sind die Geschichte und Theologie in der Frühen Neuzeit, vor allem der Pietismus, sowie die konfessionelle Theologie im 19. Jahrhundert, speziell die Erforschung des über Europa hinaus wirkenden Wilhelm Löhe. 
Dietrich Blaufuß ist Autor und Herausgeber zahlreicher Fachveröffentlichungen. Für die Neue Deutsche Biographie verfasste er zwei Artikel. Er ist Vorstandsmitglied des Vereins für bayerische Kirchengeschichte und Mitinitiator des Arbeitskreises Deutsche Landeskirchengeschichte, dessen Handbuch er herausgab. Seit 1992 ist er Mitglied der Historischen Kommission zur Erforschung des Pietismus, in deren Auftrag er 15 Jahre an der Pietismus-Bibliographie mitarbeitete. Von 2005 bis 2011 war Blaufuß Co-Präsident der International Loehe Society, deren Konferenz-Dokumentationen er mit herausgab.

## Veröffentlichungen (Auswahl)

### Autor
- Quellenstudien und Untersuchungen zu Philipp Jacob Spener und zur frühen Wirkung des lutherischen Pietismus. Lang, Bern / Frankfurt 1975, ISBN 978-3-261-01502-0.
- Reformen im Nürnberger Landgebiet. 450 Jahre Einführung der Reformation in Lauf an der Pegnitz. Evangelisch-Lutherisches Pfarramt, Lauf an der Pegnitz 1976.
- Reichsstadt und Pietismus. Philipp Jacob Spener und Gottlieb Spizel aus Augsburg. (Dissertationsschrift), Degener, Neustadt an der Aisch 1977, ISBN 978-3-7686-9014-0.
- Schwerpunkt: Friedrich Christoph Oetinger. Vandenhoeck & Ruprecht, Göttingen 1984, ISBN 978-3-525-55881-2.
- Korrespondierender Pietismus. Ausgewählte Beiträge. Evangelische Verlags-Anstalt, Leipzig 2003, ISBN 978-3-374-02079-9.

### Herausgeber
- Pietismus-Forschungen zu Philipp Jacob Spener und zum spiritualistisch-radikalpietistischen Umfeld. Lang, Frankfurt am Main / Bern / New York 1986, ISBN 978-3-8204-8630-8.
- Gottfried Arnold (1666–1714). Vorträge, gehalten anlässlich eines Arbeitsgespräches vom 10.–13. Juni 1990 in der Herzog-August-Bibliothek Wolfenbüttel. Harrassowitz, Wiesbaden 1995, ISBN 978-3-447-03670-2.
- Handbuch deutsche Landeskirchengeschichte. Degener, Neustadt an der Aisch 1999, ISBN 978-3-7686-3066-5.
- Die Universität Leipzig und ihr gelehrtes Umfeld 1680–1780. Schwabe, Basel 2004, ISBN 978-3-7965-2013-6.
- Studienausgabe / Wilhelm Löhe. Im Auftrag der Gesellschaft für Innere und Äußere Mission im Sinne der lutherischen Kirche
  - Teil 1: Drei Bücher von der Kirche. 1845. Freimund-Verlag, Neuendettelsau 2006, ISBN 978-3-86540-016-1.
  - Teil 2: Vorschlag zur Vereinigung lutherischer Christen für apostolisches Leben sammt Entwurf eines Katechismus des apostolischen Lebens. 1848. Freimund-Verlag, Neuendettelsau 2011, ISBN 978-3-86540-098-7.
- Wilhelm Löhe. Erbe und Vision. Gütersloher Verlags-Haus, Gütersloh 2009, ISBN 978-3-579-05781-1.
- Wilhelm Löhe. Theologie und Geschichte. Freimund-Verlag, Neuendettelsau 2013, ISBN 978-3-86540-175-5.
- Vor 175 Jahren: Wilhelm Löhes erste Predigt in Neuendettelsau. Ein Gruß der Kirchengemeinde St. Nikolai an Gemeindemitglieder, Freunde und Gäste. Freimund-Verlag, Neuendettelsau 2013, ISBN 978-3-86540-117-5.
- Wilhelm Löhe und Bildung. Freimund-Verlag, Neuendettelsau 2014, ISBN 978-3-946083-03-0.